# Enrique de Prusia (1781-1846)
Federico Enrique Carlos de Prusia (en alemán, Friedrich Heinrich Karl von Preußen; Berlín, 30 de diciembre de 1781-Roma, 12 de julio de 1846) fue un príncipe prusiano, militar y patrono de las artes.

## Biografía

### Juventud
Nacido en Berlín, era el sexto de los hijos y tercero de los varones del rey Federico Guillermo II de Prusia y de Federica Luisa de Hesse-Darmstadt. Como era tradicional en los príncipes de Prusia, en su juventud inició una carrera militar. Fue nombrado en 1806 coronel de un regimiento de infantería y en 1807 mayor general del tercer regimiento de infantería del ejército prusiano. En 1814 fue ascendido a general de infantería y fue investido como gran maestre de la Orden de San Juan en Prusia (Johanitterorden) Las habitaciones que ocupaba en el palacio real de Berlín miraban a la plaza del palacio y la Burgstrasse. Debido a su frágil estado de salud, no comparecía a menudo en la corte. En 1819, tras un desmayo en un baile, recibe el permiso de su hermano Federico Guillermo III de Prusia para trasladarse a Italia, gozando así de un clima más benigno.

### Italia
En Roma vivió el resto de su vida, aunque conservó apartamentos en el palacio nuevo de Potsdam. En 1822 fue visitado por su hermano el rey y sus sobrinos, los príncipes Guillermo y Carlos de Prusia. Durante sus años romanos, participó en la vida romana y en las celebraciones que se realizaron en Roma con ocasión de la visita de soberanos y príncipes extranjeros.
Su vivienda en Roma se encontraba en la via del Corso, no siendo considerada como adecuada para el hermano del rey de Prusia por su estrechez y ambiente lúgubre. El príncipe pasó a no abandonar su cuarto en los últimos años de su estancia en Roma. Su ayudante de campo en Roma fue primero, el mayor Federico Guillermo de Lepel (hasta 1840) y después el célebre militar Helmut, conde Moltke, quien le entretenía con historias de la corte de Berlín. Así mismo contaba con un secretario. La personalidad del príncipe era descrita como hipocondríaca y maniática, lo que encaja con haber permanecido en la misma habitación en la última parte de su vida.
Murió en 1846 y fue enterrado en la catedral de Berlín.

## Títulos y órdenes

### Títulos
- Su Alteza Real el príncipe Enrique de Prusia.[1][11]

### Órdenes

#### Reino de Prusia
- Caballero de la Orden del Águila Negra.[12][11]
- 1814-1846: Gran maestre (Herrenmeister) de la Orden de San Juan en Prusia.[12][11]
- Condecorado con la segunda clase de la Cruz de Hierro.[12][11]

#### Extranjeras
- Caballero de la Orden de San Andrés.[12][11] ( Imperio ruso)
- Caballero de tercera clase de la Orden de San Jorge.[12] ( Imperio ruso)
- Caballero de segunda clase de la Orden de San Vladimiro.[12] ( Imperio ruso)

### Empleos
- General de infantería del ejército prusiano.[12][11]
- Jefe del tercer regimiento de infantería del ejército prusiano.[12][11]
- Primer comandante del primer batallón del cuarto regimiento de Landwehr del ejército de Prusia.[12][11]